# Setariki Tuicuvu

a Compétitions nationales et continentales officielles uniquement.

b Matchs officiels uniquement.
Dernière mise à jour le 25 mars 2025.
Setariki Tuicuvu, né le 7 septembre 1995 aux Fidji, est un joueur de rugby à XV international fidjien. Il joue aux postes d'arrière, de centre, ou d'ailier. Il mesure 1,79 m pour 90 kg. Il évolue au sein de l'effectif du RC Toulon depuis 2023.

## Carrière

### En club
Setariki Tuicuvu commence sa carrière avec le club de Nadi en Skipper Cup, où il s'illustre par son talent,. Il est également finaliste du Farebrother-Sullivan Trophy cette même année,.
Il rejoint en novembre 2015 le club français de l'ASM Clermont Auvergne et son centre de formation via l'académie de Nadroga, où Clermont a déjà déniché un certain nombre de talents comme Napolioni Nalaga, Noa Nakaitaci ou encore Peceli Yato.
Après avoir joué en espoir, il fait ses débuts en Top 14 lors de la saison 2016-2017 lors du déplacement de son équipe à Castres au mois de mars 2017,. Il connait sa première titularisation deux mois plus tard lors d'un déplacement victorieux à Lyon. 
En mars 2020, il est prêté par Clermont à l'Aviron bayonnais, où il devient le joker médical de Djibril Camara. Il n'a cependant pas le temps de disputer la moindre rencontre avant que la saison ne soit arrêtée à cause de la pandémie de Covid-19.
Peu après son passage à Bayonne, il est annoncé qu'il rejoint le CA Brive pour un contrat de deux saisons, plus une troisième en option,. Beaucoup utilisé par le club corrézien lors de ses trois saisons, il prolonge son contrat en mars 2023 pour deux saisons supplémentaires,. Toutefois, trois mois plus tard, après l'officialisation de la relégation de Brive en Pro D2, il décide de quitter le club.
Peu après son départ de Brive, il s'engage avec le RC Toulon en tant que joker Coupe du monde. Auteur de bonnes performances à son arrivée au sein du club varois, il voit rapidement son contrat prolongé jusqu'en 2025. En février 2025, il prolonge à nouveau son contrat avec le RCT, portant son engagement jusqu'en 2028.

### En équipe nationale
Setariki Tuicuvu est convoité dès 2018 par la sélection fidjienne et le sélectionneur John McKee, en raison du manque de spécialistes au poste d'arrière, en dehors de Kini Murimurivalu. Il est retenu comme réserviste pour la Pacific Nations Cup 2018, mais ne dispute aucun match.
Il est à nouveau appelé avec l'équipe fidjienne pour la tournée de novembre 2018. Il obtient sa première cape internationale le 10 novembre 2018 à l’occasion d’un match contre l'équipe d'Écosse à Édimbourg. Titulaire au poste d'arrière, il ne reste que vingt minutes sur le terrain avant de céder sa place, victime d'une fracture du pied.
En mai 2019, il fait partie de la présélection de 50 joueurs annoncé par la Fédération fidjienne de rugby à XV pour préparer la Coupe du monde au Japon. Il n'est cependant pas retenu dans le groupe définitif de 31 joueurs pour disputer la coupe du monde en août 2019, mais reste réserviste.
Le 8 juin 2023, il est sélectionné au sein du groupe fidjien élargi à 46 joueurs retenu pour préparer la Coupe du monde en France. Néanmoins, lorsque l'effectif est réduit à 39 joueurs trois semaines plus tard, il quitte le groupe.

## Palmarès

### En club
- Vainqueur du Championnat de France en 2017 avec Clermont.
- Finaliste du Championnat de France en 2019 avec Clermont.
- Finaliste du Championnat de France Espoirs en 2016 avec Clermont.